# North River
North River és una ciutat al Comtat de Cass (Dakota del Nord). Segons el cens del 2000 tenia 65 habitants.

## Demografia
Segons el cens del 2000, North River tenia 65 habitants, 19 habitatges, i 19 famílies. La densitat de població era de 418,3 hab./km².
Dels 19 habitatges en un 63,2% hi vivien nens de menys de 18 anys, en un 89,5% hi vivien parelles casades, en un 10,5% dones solteres, i en un 0% no eren unitats familiars. En el 0% dels habitatges hi vivien persones soles el 0% de les quals corresponia a persones de 65 anys o més que vivien soles. El nombre mitjà de persones vivint en cada habitatge era de 3,42 i el nombre mitjà de persones que vivien en cada família era de 3,37.
Per edats la població es repartia de la següent manera: un 32,3% tenia menys de 18 anys, un 7,7% entre 18 i 24, un 23,1% entre 25 i 44, un 36,9% de 45 a 60 i un 0% 65 anys o més.
L'edat mediana era de 38 anys. Per cada 100 dones de 18 o més anys hi havia 120 homes.
La renda mediana per habitatge era de 80.000 $ i la renda mediana per família de 80.000$. Els homes tenien una renda mediana de 41.250 $ mentre que les dones 29.583 $. La renda per capita de la població era de 22.584 $. Cap de les famílies estaven per davall del llindar de pobresa.

## Poblacions properes
El següent diagrama mostra les poblacions més properes.